# Кеурбоомстран (ПАР)
Кеурбоомстран (англ. Keurboomstrand) — курортний населений пункт в районі Еден, Західна Капська провінція, ПАР.
| Прапор ПАР | Це незавершена стаття про Південно-Африканську Республіку. Ви можете допомогти проєкту, виправивши або дописавши її. |

34°00′ пд. ш. 23°27′ сх. д. / 34.000° пд. ш. 23.450° сх. д.